# Eleventy
Eleventy, également connu sous le nom de 11ty, est un générateur de site statique. Il a été écrit en Javascript. Il a été lancé en 2017 par Zach Leatherman en tant qu'alternative JavaScript à Jekyll, l'un des premiers générateurs de sites statiques grand public, écrit en Ruby.

## Voir également
- Jekyll